# Riu o Te Ata Valley
Riu o Te Ata Valley är en dal i Antarktis. Den ligger i Östantarktis. Nya Zeeland gör anspråk på området.